# Xinhua (Tainan)
Xinhua (chinesisch 新化區, Tongyong Pinyin Sinhuà Cyu, W.-G. Hsin1-hua4 Ch'ü1; taiwanisch: Sin-hoà-khu) oder auch Sinhua ist ein Bezirk der regierungsunmittelbaren Stadt Tainan im Südwesten der Republik China auf Taiwan. 

## Lage und Beschreibung
Xinhua liegt im südlichen Stadtgebiet von Tainan, etwa 15 bis 20 Kilometer westlich des historischen Stadtzentrums von Tainan. Der Bezirk befindet sich in der Übergangszone zwischen der westlich gelegenen Jianan-Ebene und dem weiter östlich gelegenen Hügelland. Die ungefähre Grenze bildet die Nationalstraße 3 (Autobahn). Die benachbarten Bezirke sind Xinshi und Shanshang im Norden, Zuozhen im Osten, Longqi und Guanmiao im Süden und Yongkang im Westen.

## Geschichte
Bis zum 17. Jahrhundert lebten austronesische Ethnien im Gebiet von Xinhua, zuletzt Angehörige der Siraya. In den Dagregisters van het kasteel Zeelandia der Niederländischen Ostindien-Kompanie aus der Zeit der niederländischen Herrschaft über Südtaiwan ist der Ort unter dem Namen Tavocan (oder in leicht variierender Schreibweise) dokumentiert (in chinesischer Umschrift: 大目降 oder 大穆降, Dàmù Jiàng). Die Kompanie übte nur eine relativ lockere Herrschaft aus und überließ den Dörfern weitgehend eine Selbstverwaltung. Einmal jährlich wurde eine Dorfvertreterversammlung nach Fort Provintia einberufen. Nach der Übernahme des Gebiets durch Zheng Chenggong und seine Gefolgsleute im Jahr 1661 wurde die Verwaltung wesentlich straffer. Tavocan wurde dem Kreis Tianxing (天興縣) unterstellt. Nach der Inkorporierung Taiwans in das Qing-Kaiserreich im Jahr 1683 wurde Tavocan als Dorf (庄,  Zhuāng) im Kreis Taiwan (台灣縣,  Táiwān Xiàn) der Präfektur Taiwan (台灣府,  Táiwān Fǔ) organisiert. Seit dem 17. Jahrhundert strömten zunehmend han-chinesische Einwanderer vom chinesischen Festland nach Taiwan, wo sie mit der Zeit die Bevölkerungsmehrheit bildeten. Im 19. Jahrhundert zählte Tavocan zu den größten Siedlungen in Süd-Taiwan.
Während der Zeit der japanischen Herrschaft (1895–1945) folgten verschiedene größere Verwaltungsreorganisationen, zuletzt 1920, als Xinhua zu einer ‚Kleinstadt‘ (街, japan. Machi, chin. Jiē) im gleichnamigen Kreis (県, Ken) Xinhua wurde. Nach der Übergabe Taiwans an die Republik China wurde daraus die Stadtgemeinde Xinhua (新化鎮,  Xīnhuà Zhèn) im neu gegründeten Landkreis Tainan. Mit der Auflösung des Landkreises und der Angliederung an die Stadt Tainan am 25. Dezember 2010 erhielt Xinhua den Status eines Stadtbezirks (區,  Qū).
Xinhua war erheblich vom Erdbeben in Kaohsiung am 6. Februar 2016 betroffen.

## Bevölkerung

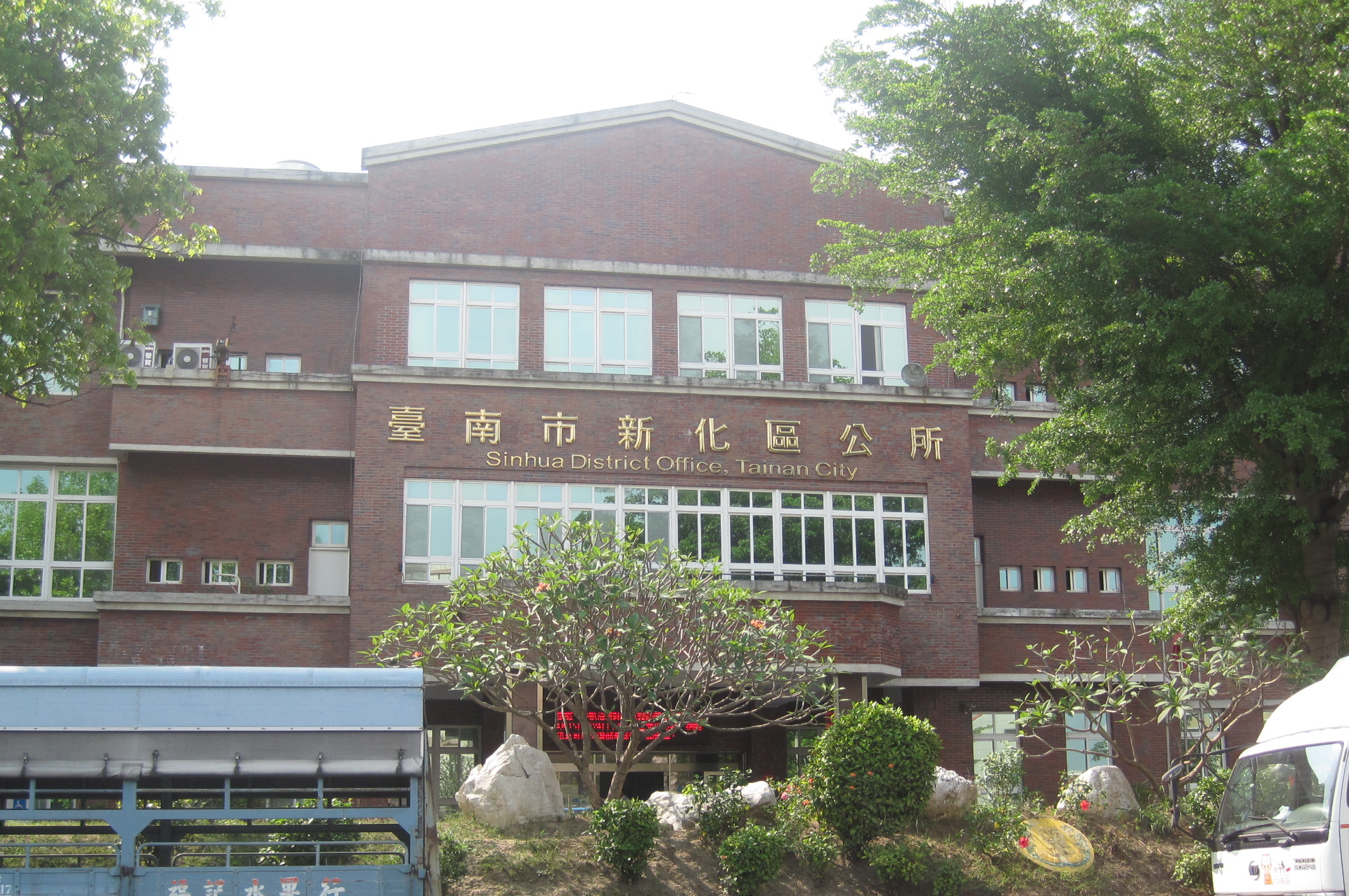
Bezirksbüro von Xinhua

Mit 42.469 Einwohnern gehörte der Bezirk im Juli 2024 zu den Bezirken Tainans mit mittlerer Einwohnerzahl. Angehörige indigener Völker bilden nur eine kleine Minderheit von etwa 0,3 %.
| Gliederung Xinhuas |
|                    |

## Verwaltungsgliederung
Vor dem 29. Januar 2018 war Xinhua in 20 Ortsteile (里,  Lǐ) aufgeteilt. Mit dem 29. Januar 2018 erfolgte eine Reorganisation und Aufteilung in 16 Ortsteile.
1 Beishi (北勢里)

2 Fengkou (唪口里)

3 Xiexing (協興里)

4 Fengrong (豐榮里)

5 Wu’an (武安里)

6 Quanxing (全興里)

7 Lunding (崙頂里)

8 Shanjiao  (山脚里)

9 Zhiyi (知義里)

10 Dakeng (大坑里)

11 Jiaokeng (礁坑里)

12 Yanglin (羊林里)

13 Naba  ([那]拔里)

14 Huguo (護國里)

15 Dongrong (東榮里)

16 Taiping (太平里)

## Verkehr
Die Hauptstraßenverbindungen bilden die Nationalstraße 3 (Autobahn), die den Bezirk in Nord-Süd-Richtung durchquert, sowie die Provinzstraßen 19A (19甲, ebenfalls Nord-Süd-Richtung), 20 (nordwestliche Richtung) und 39 (kurzes Teilstück im Westen). Ein direkter Eisenbahnanschluss besteht nicht. Im Westen durchquert die Trasse der Taiwanischen Hochgeschwindigkeitsbahn (THSR) den Bezirk ohne Halt.

## Wirtschaft
Die Landwirtschaft spielt in Xinhua weiterhin eine wichtige Rolle. Die wichtigsten Anbauprodukte sind Reis, Süßkartoffel, Zuckerrohr, Bambussprossen, Wassermelone, Ananas, Mango, Banane, Litschi. An Nutztierhaltung wird vorwiegend Schweinezucht betrieben. Im Jahr 2016 gab es 89 Gewerbebetriebe in Xinhua. Den größten Anteil (21) bildeten Betriebe der Lebensmittelverarbeitung.

## Besonderheiten und touristische Ziele
Das urbane Zentrum von Xinhua mit der „Alten Straße“ (新化老街,  Xīnhuà Lǎo Jiē, ) gilt als sehenswert. Der an der ‚Alten Straße‘ gelegene Wude-Tempel (武德殿,  Wǔdé Diàn, ) wurde zur Zeit der japanischen Herrschaft zwischen 1925 und 1928 errichtet und diente ursprünglich als Judo- und Kendō-Trainingshalle. Ebenfalls an der ‚Alten Straße‘ liegt der Chaotian-Tempel (朝天宮,  Cháotiān Gōng, ) von Xinhua, ein Mazu-Tempel, der auf das Jahr 1807 zurückgeht. Im Landschaftsgebiet Hutoupi (虎頭埤風景區,  Hǔtóupí Fēngjǐng Qū) im Ortsteil Jiaokeng befindet sich der kleine gleichnamige Stausee (虎頭埤 – „Tigerkopf-See“), der schon im Jahr 1846 angelegt wurde. Er diente ursprünglich der Wasserversorgung für die Landwirtschaft und ist heute auch ein Touristenziel. Das Nationale Landschaftsgebiet Siraya (西拉雅國家風景區), das sich östlich der Nationalstraße 3 erstreckt, weist viele Natursehenswürdigkeiten auf, unter anderem die 1975 eingerichtete, 90 Hektar große Waldstation Xinhua (新化林場,  Xīnhuà Línchǎng) der Chung-Hsing-Nationaluniversität (NCHU).

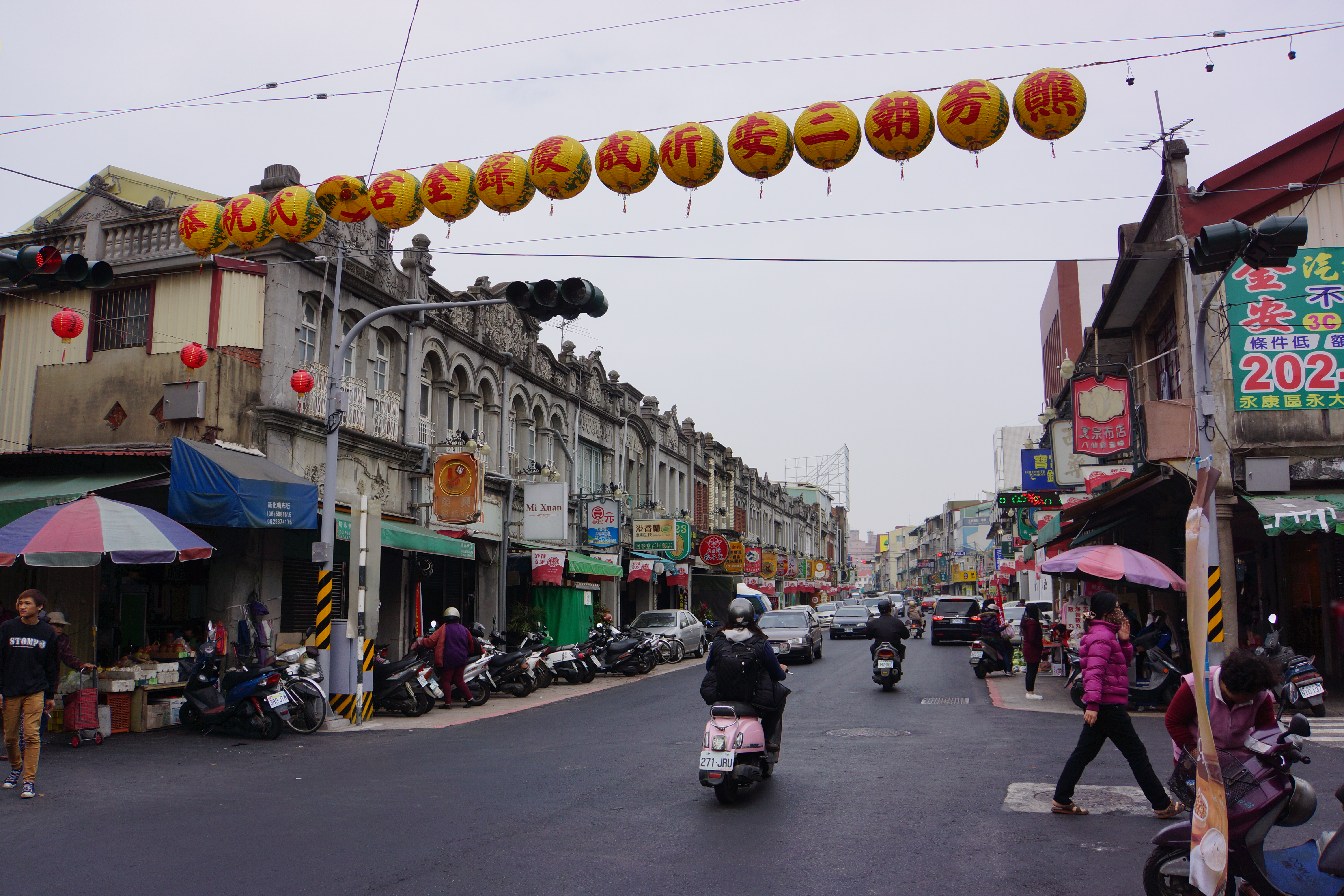
‚Alte Straße‘ in Xinhua
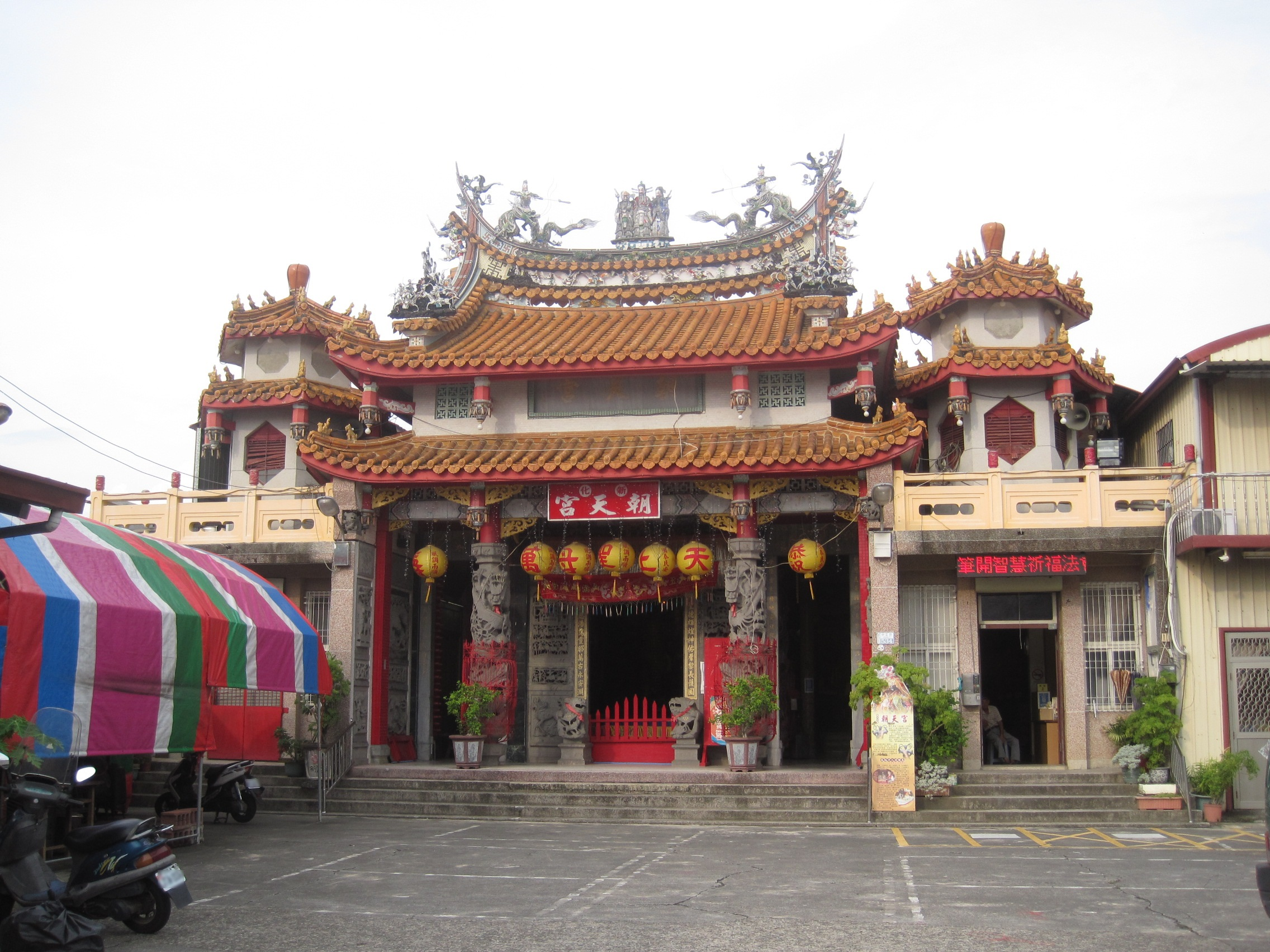
Chaotian-Tempel
Hutoupi